# Nucleoporina
Las nucleoporinas (Nups) son el conjunto de proteínas que conforman el poro nuclear, y regulan el transporte selectivo y bidireccional que se produce entre el núcleo celular y el citoplasma. 
Su estructura tridimensional es variable, algunas son globulares altamente plegadas y otras filamentosas.
Estas proteínas forman asociaciones relativamente permanentes con la estructura del poro, por lo que se denominan componentes del complejo de poro nuclear o nucleoporinas. Están agrupadas en subcomplejos que presentan funciones, composiciones, propiedades bioquímicas y posiciones específicas.

Muchos loci genéticos se unen a las Nups, en los complejos del poro y también dentro del nucleoplasma. Estas interacciones regulan la expresión de los genes que están implicados en la diferenciación, el desarrollo, la progresión del ciclo celular y la respuesta antiviral.

Las nucleoporinas tienen un papel central en la biología celular, se han relacionado con una amplia gama de enfermedades humanas, incluidas las infecciones virales, el cáncer y las enfermedades neurodegenerativas.

## Localización

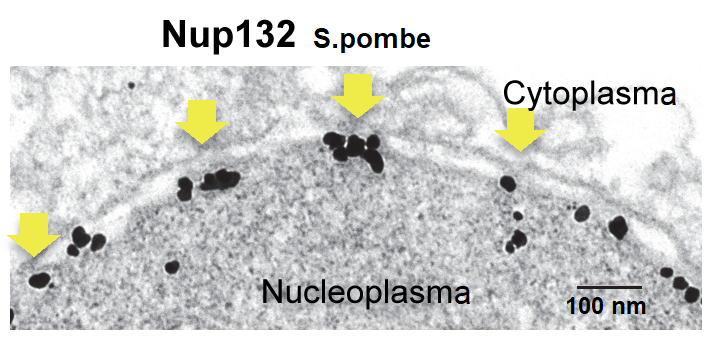
Ubicación asimétrica de la Nup132, solamente en el "anillo" intranuclear (puntos oscuros) formando parte del complejo de poro nuclear (flechas amarillas) de la levadura S. pombe.

Las nucleoporinas son necesarias para lograr el buen funcionamiento del poro nuclear, y también para cumplir una función estructural sobre el mismo. Forman estructuras mediante su asociación en complejos multi-moleculares.

Algunas nucleoporinas específicas juegan un papel indispensable en la formación de la envoltura nuclear, mediante la  estructura que "abraza" la superficie curvada de la membrana nuclear, estas son el andamiaje del complejo de poro nuclear (en inglés NPC), entre las membranas nuclear interna y nuclear externa.

Otras nucleoporinas conectándose con las del andamiaje, ayudan a formar la estructura tubular, a través de la cual se produce el intercambio entre el núcleo y el citoplasma.

Por su parte las nucleoporinas presentes sobre la superficie del canal tubular, son más móviles y así facilitan el transporte de macromoléculas y representan aproximadamente la mitad de la masa de todo el complejo de poro nuclear .

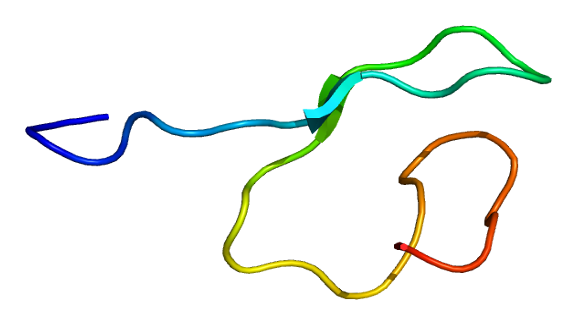
Imagen tridimensional de la proteína nucleoplásmica Nup153 filamentosa con repeticiones FG.

| Sub-estructura del Complejo del Poro Nuclear (NPC) | Nups Componentes en Vertebrados                                               |
| Anillo Externo                                     | Complejo Nup107-160 (Nup160 Nup133 Nup107 Nup96 Nup75 Seh1 Sec13 Nup43 Nup37) |
| Anillo Interno                                     | Subcomplejo Nup155 (Nup155, Nup205, Nup188, Nup35)                            |
| Nups FG Citoplasmicas y Filamentos                 | Nup358, Nup214, Nlp1                                                          |
| Anillo Luminal                                     | Gp210, Ndc1, Pom 121                                                          |
| Nups FG simétricas                                 | Nup62, Nup58/45, Nup54, Nup98                                                 |
| Nups Ligadoras                                     | Nup88, Nup93                                                                  |
| Nups FG Nucleoplasmicas y Filamentos               | Nup153, Tpr                                                                   |

## Características
Las Nucleoporinas están agrupadas en subcomplejos que presentan funciones, composiciones, propiedades bioquímicas y posiciones específicas.
Las Nucleoporinas (Nups) incluyen tres subfamilias: 
- las Nups transmembrana, que  anclan al complejo de poro nuclear en la envoltura nuclear,
- las Nup estructurales repetidas dentro de subcomplejos anulares simétricos y
- las Nup FG con dominios de repetición que son altamente flexibles, a lo largo de la superficie interior del canal acuoso.[6]

La mayoría de las nucleoporinas son conservadas evolutivamente entre mamíferos y levaduras y algunos estudios genómicos muestran una conservación del complejo de poro nuclear también en plantas y algas eucariotas.

## Estructura

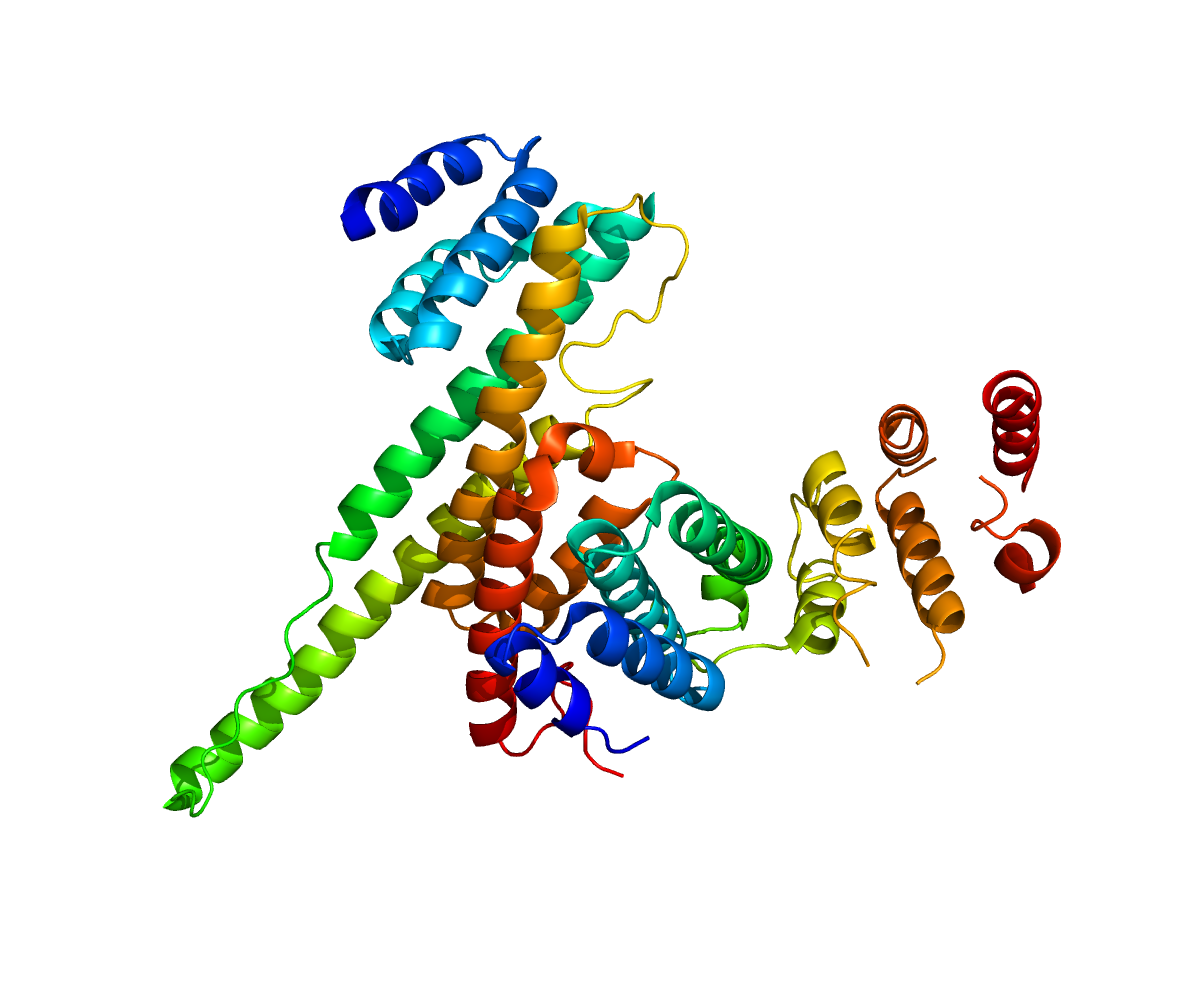
Imagen tridimensional de la Nup107 del Anillo externo

Las Nucleoporinas (Nups) son proteínas altamente plegadas cuyo peso molecular en miles de Daltons (kDa), varía entre 35kDa y 400kDa. Entonces por ejemplo la Nup35, es una molécula proteica de 35 kDa (o 35 000 Da).

Su estructura tridimensional es variable, algunas son globulares y otras filamentosas.
Las hélices alfa

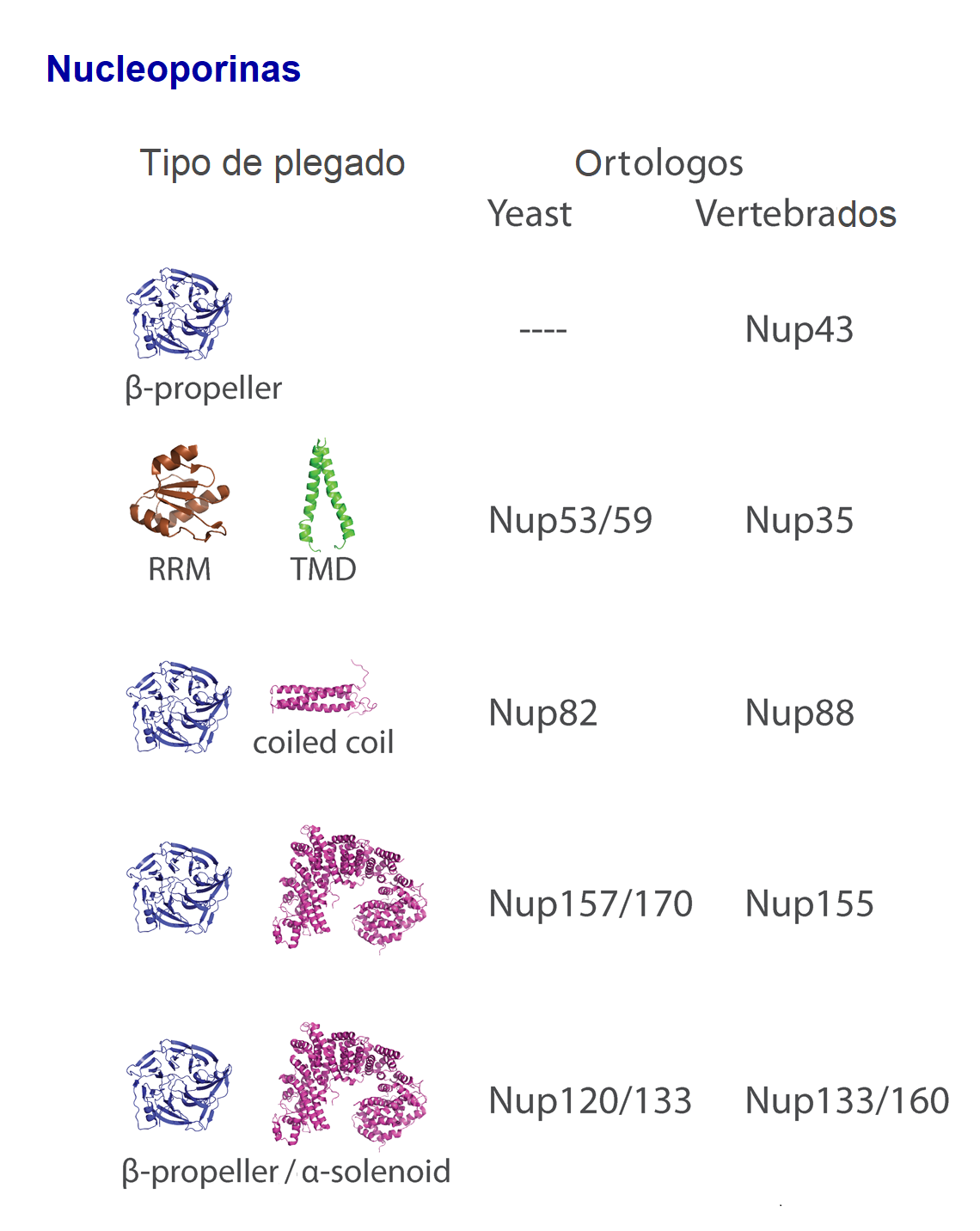
Estructura y similitud de algunas Nups

son estructuras secundarias de las nucleoporinas. Esta hélice mantiene su forma por la presencia de los puentes de hidrógeno que se forman entre los átomos de oxígeno de un aminoácido y el átomo de hidrógeno de otro aminoácido. Los grupos R se extienden hacia afuera de la hélice. Es una estructura anfipática porque posee una parte hidrofílica y una parte hidrófoba, lo que causa el enrollamiento de la estructura.
La hélice α es el principal motivo de estructura secundaria.

Las hélices beta
son estructuras secundarias de las nucleoporinas formadas por la asociación de láminas beta paralelas, en un patrón helicoidal con dos o tres caras.

Las hélices superenrolladas
o helicoide enrollado (del inglés coiled coil) es un motivo estructural de nucleoporinas, en donde se enrollan juntas 2 a 7 hélices alfa, siendo los dímeros y los trímeros las formas más comunes.

## Funciones
El cuerpo principal del complejo de poro nuclear (NPC) consta de un número pequeño, de aproximadamente 30 proteínas diferentes (ver Tabla 1). Sin embargo, debido a la simetría óctuple del NPC, estas Nups están cada una presentes en múltiples copias (por lo general 16 por poro) lo que resulta en alrededor de 400 polipéptidos para cada NPC en cada célula eucariota. O sea que, la estructura de los NPC es modular, consistiendo de unos pocos tipos de proteína plegada, muy repetidos.

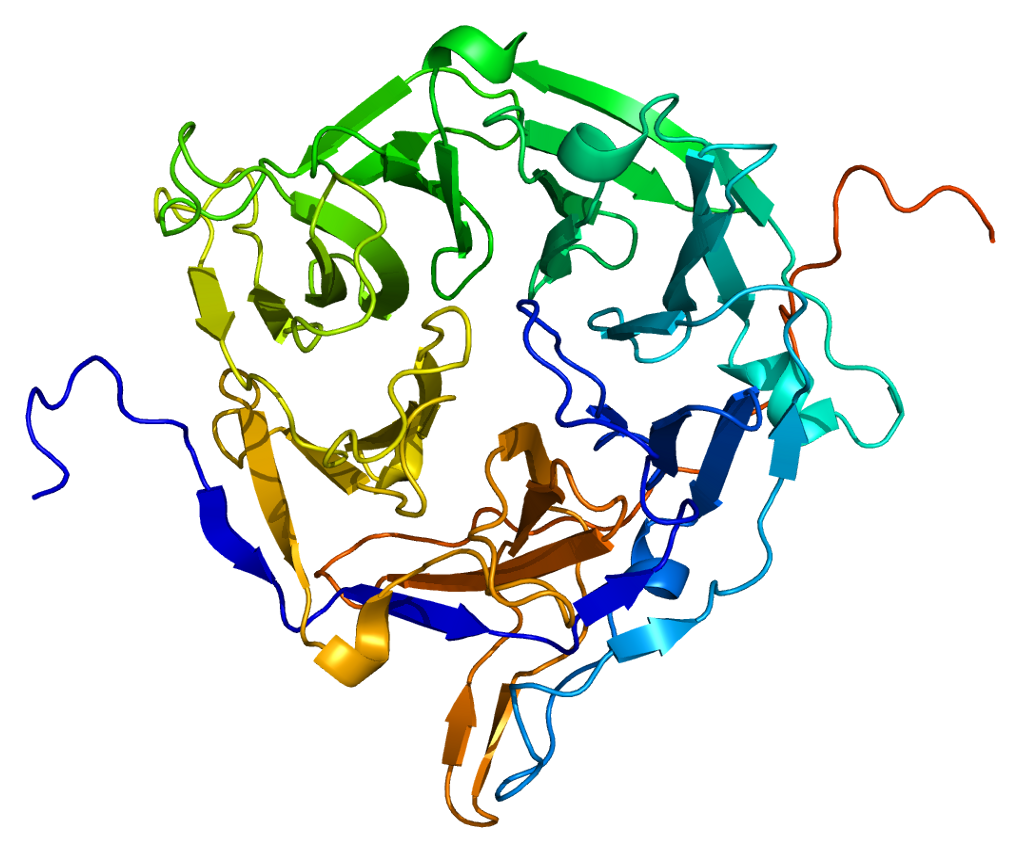
Imagen bidimensional de la Nup214 FG Citoplásmica y de Filamentos

Una lista creciente de proteínas integrales de membrana de la envoltura nuclear están descritas  para funcionar en la organización del genoma, y también en el ensamblaje de los NPCs.

Las moléculas pequeñas pasan a través de la NPC por difusión pasiva, mientras que las moléculas más grandes son transportados de una manera facilitada.
Para lograr un transporte selectivo, los factores solubles de transporte están obligados a interactuar con las sustancias de carga por una parte y los NPC por otra.
En los últimos años, se ha encontrado que las nucleoporinas desempeñan papeles dinámicos en una variedad de funciones celulares, además de su bien conocida función como componentes estructurales de los poros nucleares. Por ejemplo, las nucleoporinas han demostrado estar involucradas en la modificación de proteínas y la regulación de la formación del huso mitótico. La Nup358 y el subcomplejo Nup107-160 están localizados en los cinetocoros durante la mitosis y desempeñan un papel en el ensamblaje del huso.

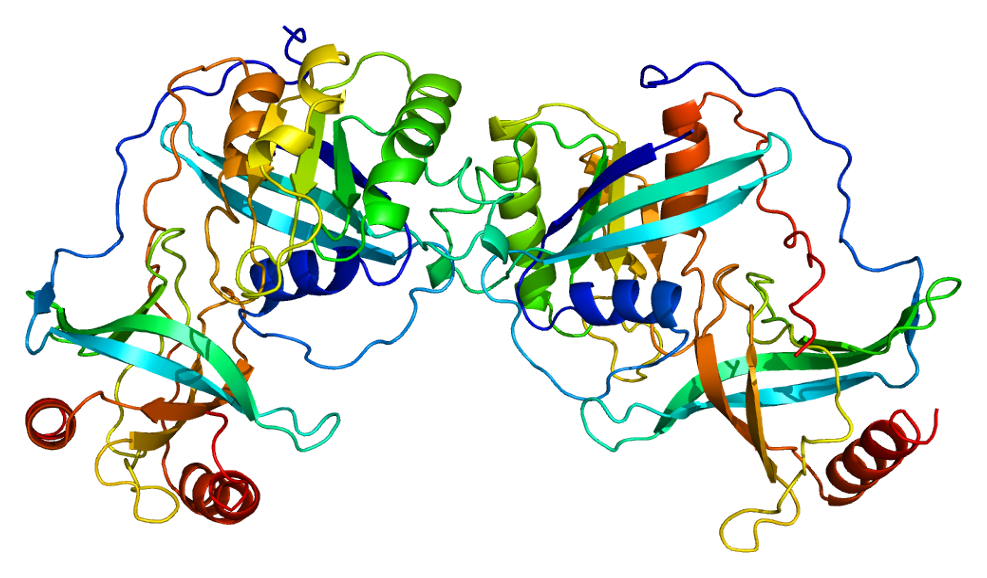
Imagen tridimensional de la Nup358 FG Citoplásmica y de Filamentos